# Звезда (спортивная школа, Люберцы)
ДЮСШ «Звезда» — детско-юношеская спортивная школа по футболу «Звезда», основана в 2003 году на базе стадиона «Звезда» в городе Люберцы, Московская область. Руководитель — Валерий Николаевич Товкач.

## История клуба
5 мая 2003 г. председатель правления Люберецкой городской организации футбольный клуб «Звезда», который в то время базировался на стадионе «Торгмаш» В. Н. Товкач обратился с письмом к руководству военного гарнизона. Суть письма — использование стадиона принадлежащего военному институту для размещение, новой детско — юношеской спортивной школы по футболу. Руководство военного гарнизона в лице начальника Крутилина А.Г и заместителя Серидина Д.П, выдвинув ряд требований по вопросам поэтапной реконструкции стадиона, доверила данный спортивный объект общественной организации ФК «Звезда», для решения уставных задач. На тот период ряды новой организации составляли 3 тренера преподавателя и 60 детей (1990, 1991, 1992, 1993 г. р.)
В период с 2003 по 2006 г. руководством ФК «Звезда», была проделана работа, связанная с реконструкцией стадиона. Произошло обустройство раздевалок из временных сборно-разборных сооружений, приведено в порядок футбольное поле, реконструировано ограждение объекта, смонтировано освещение тренировочной площадки, отремонтирована трибуна для зрителей. Основным соревнованием где принимали участие команды ФК «Звезда», было Первенство Люберекого района по футболу.
В 2006 г. ФК «Звезда» дебютировала 8 возрастами в первенстве Московской области по футболу. В 2007 г. приказом начальником гарнизона стадиону было присвоено название «Звезда». МОУ ДОД ДЮСШ по футболу «Звезда» Люберецкого района годом создания считает 6 декабря 2006 года — день подписания главы Люберецкого района Ружицким В. П. о создании государственной регистрации муниципального учреждения.
В 2008 г. на стадионе «Звезда» была обустроена первая в Люберецком районе площадка с искусственным покрытием размером 20×30 м. В 2009 г. была обустроена ещё одна площадка с искусственным покрытием размерами 46×31 м. В 2010 г. школа получила от руководства военного института земельный участок, на котором обустроила 3-ю спортивную площадку с искусственным покрытием размером 20×30 м и двухэтажную пристройку к спорткомплексу для раздевалок. В феврале 2009 года по согласованию с руководством ОАО «Камов» ДЮСШ «Звезда» получила возможность использовать в качестве учебно-тренировочной базы стадион «Искра», где было открыто второе отделение школы, для ребят проживающих на северной стороне г. Люберцы. На сегодняшний день количественный состав МОУ ДОД ДЮСШ по футболу «Звезда» составляет более 520 учащихся и 15 тренеров-преподавателей.

## Основные задачи школы
- привлечение детей, юношей и подростков к занятию физкультурой и спортом
- пропаганда здорового образа жизни
- обучение навыков игры в футбол, подготовка высококлассных спортсменов

## Достижения ДЮСШ «Звезда»
- победитель соревнования «Кожаный мяч-2003» — команда 1993 г.р
- победитель Первенства Московской области команды

1990 г.р., 1991 г.р. — 2006 год

1999 г.р. — 2009 год
- Призёры первенства Московской области по футболу, команды:

1989 г.р. — 2 место 2006 год

1992 г.р. — 2 место 2007 год

1997 г.р. — 3 место 2008 год

2000 г.р. — 2 место 2010 год
1997 г.р - 2 место 2012 год (https://ffmo.ru/club3939/tournaments)

2001 г.р. - 1 место 2016 год 
2002 г.р. - 1 место 2016 год http://dushzvezda.ru/news/zvezda_1_2002_g_r_pobeditel_pervenstva_oblasti/2016-11-04-2299
- ежегодный победитель первенства Люберецкого района по футболу в различных возрастных группах.
- лучший выпускник — Яковлев Павел, игрок «ФАКЕЛ» и молодёжной сборной России.

## Другое на стадионе «Звезда»
В 2010 году на стадионе «Звезда» образована первая Любительская Лига по футболу. Первоначально в неё вошли 5 любительских команд, большую часть которых составляли воспитанники футбольной школы. Сейчас лига состоит из 10 команд. Подать заявку в лигу может любая любительская команда.

## Известные воспитанники
- Яковлев Павел Владимирович — вингер, игрок молодёжной сборной России по футболу до 21 года, двукратный серебряный призёр чемпионата России по футболу в составе ФК Спартак (Москва).
- Гелоян Ишхан Махарович — вингер, игрок сборной Армении по футболу.

### Статьи
Здесь зажигаются футбольные звезды

Горит «Звезда» для мальчиков

Спорт формирует характер

Спартак выделил билеты